# Kookpuntsverhoging
Kookpuntsverhoging, een van de colligatieve verschijnselen, is het verschijnsel dat de temperatuur waarbij een bepaalde hoeveelheid vloeistof kookt, stijgt als er andere stoffen in opgelost zijn.

## Factoren
- Concentratie. De mate van kookpuntsverhoging is niet afhankelijk van de soort opgeloste stof, maar van de concentratie aan opgeloste deeltjes. Hoe meer deeltjes er per liter opgelost zijn, hoe meer het kookpunt van het oplosmiddel stijgt. Wanneer nu zo'n oplossing ingedampt wordt, stijgt de concentratie van de opgeloste deeltjes en zal ook het kookpunt stijgen.
- Oplosmiddel. De kookpuntsverhoging is ook afhankelijk van het oplosmiddel, deze afhankelijkheid heet de molaire kookpuntsverhoging. Voor water is deze constante 0,512 kg.°C/mol.

De opgeloste deeltjes zijn
- het aantal moleculen (uitgedrukt in mol per 1,0 kg oplosmiddel) als de opgeloste stof niet splitst in ionen
- het aantal ionen (uitgedrukt in mol per 1,0 kg oplosmiddel) als het een oplosbaar zout betreft.

## Formule
De kookpuntsverhoging kan berekend worden met de formule
{\displaystyle \Delta {T}=K\cdot {\frac {M}{m}}\cdot i}
met
- {\displaystyle \Delta T} de kookpuntsverhoging (in K of °C),
- {\displaystyle K} de molaire kookpuntsverhoging van het oplosmiddel,
- {\displaystyle M} het aantal mol opgeloste stof,
- {\displaystyle m} de massa van het oplosmiddel en
- {\displaystyle i} de van 't Hoff-factor.

Met deze formule kan
- de kookpuntsverhoging en
- de molmassa van de opgeloste stof

berekend worden.